# 森久司
森 久司（もり ひさし、旧姓：中山 久司）は日本のアニメーター。過去にアニメ制作会社の動画工房に所属していた。

## 人物
奥野浩行、細田守などの監督・演出作品に参加することが多い。

## 作風と変遷
初期の森久司は金田フォロワーとしてパキパキとした作画を得意とするアクションアニメーターとして活躍した。しかし、一時期その尖った作風を捨て磯光雄に傾倒したリアル系の作画を披露。当時は業界全体が磯光雄ショックというべく磯フォロワーに溢れていたが、同じく磯フォロワーであるところの橋本敬史曰く「磯さんの原画の描き方を徹底まで追求したのは僕と森久司さんと金子秀一さんだけ」とのことである。
その後、細田作品にも参加するようになり、出世作である『デジモンアドベンチャー ぼくらのウォーゲーム!』ではデジモンのキャラクターデザイン・作画監督を担当した。
森が再びアニメファンから注目されたものに『SAMURAI 7』の第7話「癒す!」がある。森はAパートの原画を一人で担当し、それまでの話数を無視した森ワールドとも言うべく荒々しい線のタッチ、湯浅政明や大平晋也を吸収したグラフィカルなフォルムは一部作品のファンから反感も買ったが大きな評価を獲得した。
『天元突破グレンラガン』に参加し、合体バンクを担当、繊細な密度や勢いのある動きは夏目真悟など多くのフォロワーも作っている。

## 参加作品

### テレビアニメ
- 美少女戦士セーラームーンS（1995年）原画 ※中山久司名義
- 獣戦士ガルキーバ（1995年）原画 ※中山久司名義
- 黄金勇者ゴルドラン（1995年 - 1996年）原画 ※中山久司名義
- 美少女戦士セーラームーンセーラースターズ（1996年 - 1997年）原画 ※中山久司名義
- キューティーハニーF（1997年）原画 ※中山久司名義
- マシュランボー（2000年）原画 ※中山久司名義
- 銀装騎攻オーディアン（2000年）原画 ※中山久司名義
- R.O.D -THE TV-（2003年）原画 ※中山久司名義
- THE ビッグオー 2nd season（2002年 - 2003年）メカ作画監督・原画 ※中山久司名義
- SAMURAI 7（2004年）デザインワークス・原画
- SPEED GRAPHER（2005年）デザインワークス・原画
- N・H・Kにようこそ!（2006年）原画
- ケモノヅメ（2006年）原画
- 天元突破グレンラガン（2007年）原画
- 祝!(ハピ☆ラキ)ビックリマン（2006年 - 2007年）原画
- ぼくらの（2007年）原画
- 鉄のラインバレル（2008年 - 2009年）原画
- ミチコとハッチン（2008年）原画
- ZETMAN（2012年）原画
- ビビッドレッド・オペレーション（2013年）原画
- 探検ドリランド -1000年の真宝-（2013年）OP原画
- フォトカノ（2013年）原画
- ムーンウィッチプリティラビィ（2013年）キャラクターデザイン
- スペース☆ダンディ（2014年）メカ作画監督・原画
- ヤマノススメ セカンドシーズン（2014年）原画
- 名探偵コナン（2014年）OP原画
- ミカグラ学園組曲（2015年）原画
- ドラゴンボール超（2015年）原画
- 攻殻機動隊ARISE ALTERNATIVE ARCHITECTURE（2015年）原画
- D.Gray-man HALLOW（2016年）OP原画
- Occultic;Nine -オカルティック・ナイン-（2016年）原画
- メガロボクス（2018年）原画
- チェンソーマン（2022年）原画
- 【推しの子】（2023年）OP原画
- 機動戦士Gundam GQuuuuuuX（2025年）原画

### OVA
- 同級生 夏の終わりに（1994年）原画 ※中山久司名義
- ジャイアントロボ THE ANIMATION -地球が静止する日（1994年 - 1995年）原画 ※中山久司名義
- 初夜 ヴァージン・ナイト（2001年）場面設計・レイアウト・原画 ※中山久司名義
- 夜が来る!（2002年）原画 ※中山久司名義
- トップをねらえ2!（2004年 - 2006年）第二原画
- まりもの花 〜最強武闘派小学生伝説〜（2012年）原画

### 劇場アニメ
- 剣之介さま（1990年）動画 ※中山久司名義
- 映画ちびまる子ちゃん 大野君と杉山君（1990年）動画 ※中山久司名義
- ドラミちゃん アララ♥少年山賊団!（1991年）動画 ※中山久司名義
- 美少女戦士セーラームーンSuperS外伝 亜美ちゃんの初恋（1995年）原画 ※中山久司名義
- ドラゴンボール 最強への道（1996年）原画 ※中山久司名義
- 地獄先生ぬ〜べ〜 午前0時ぬ〜ベ〜死す!（1997年）原画中山久司名義
- 金田一少年の事件簿2 殺戮のディープブルー（1999年）原画 ※中山久司名義
- デジモンアドベンチャー（1999年）原画 ※中山久司名義
- 銀河鉄道999エターナル・ファンタジー（1997年）原画 ※中山久司名義
- デジモンアドベンチャー ぼくらのウォーゲーム!（2000年）キャラクターデザイン・作画監督 ※中山久司名義
- 千と千尋の神隠し（2001年）原画 ※中山久司名義
- パルムの樹（2002年）原画 ※中山久司名義
- 東京ゴッドファーザーズ（2003年）原画
- ONE PIECE
  - ONE PIECE THE MOVIE オマツリ男爵と秘密の島（2005年）原画
  - ONE PIECE THE MOVIE エピソードオブチョッパー+冬に咲く、奇跡の桜（2008年）原画
  - ONE PIECE FILM Z（2012年）作画監督補佐、原画
- ドラえもん映画作品（アニメ第2期）
  - 映画ドラえもん のび太の恐竜2006（2006年）
  - 映画ドラえもん のび太のひみつ道具博物館（2013年）作画監督・原画
  - 映画ドラえもん のび太の宇宙小戦争 2021（2022年）原画
  - 映画ドラえもん のび太の地球交響楽（2024年）原画
  - 映画ドラえもん のび太の絵世界物語（2025年）原画
- 時をかける少女（2006年）原画
- マジック・ツリーハウス（2012年）原画
- 虹色ほたる 〜永遠の夏休み〜（2012年）キャラクターデザイン・作画監督
- プリキュアシリーズ
  - 映画 プリキュアオールスターズNewStage2 こころのともだち（2013年）原画
  - 映画 プリキュアオールスターズNewStage3 永遠のともだち（2014年）原画
- 劇場版 トリコ 美食神の超秘宝（2013年）原画
- ジョバンニの島（2014年）原画・スケッチ作画
- BUDDHA2 手塚治虫のブッダ -終わりなき旅-（2014年）原画
- それいけ!アンパンマン りんごぼうやとみんなの願い（2014年）原画
- 名探偵コナン
  - 名探偵コナン 異次元の狙撃手（2014年）原画
  - 名探偵コナン 業火の向日葵（2015年）原画
  - 名探偵コナン 純黒の悪夢（2016年）原画
  - 名探偵コナン から紅の恋歌（2017年）原画
  - 名探偵コナン ゼロの執行人（2018年）原画
  - 名探偵コナン 紺青の拳（2019年）原画
  - 名探偵コナン 100万ドルの五稜星（2024年）原画
- 宇宙戦艦ヤマト2202 愛の戦士たち（2017年）原画
- シン・エヴァンゲリオン劇場版（2021年）原画
- 劇場版 Fate/Grand Order -神聖円卓領域キャメロット-後編 Paladin; Agateram（2021年）原画
- 鬼太郎誕生 ゲゲゲの謎 （2023年）原画
- 化け猫あんずちゃん（2024年）原画

### Webアニメ
- 日本アニメ（ーター）見本市「龍の歯医者」（2014年）原画
- 日本アニメ（ーター）見本市「ザ・ウルトラマン」（2015年）キャラクターデザイン・作画監督